# Kuków (Krzepice)
Kuków – część miasta Krzepice, dawniej wieś. Rozpościera się na południu miasta, wzdłuż ulicy Kuków, z dala od centrum Krzepic, z którym nie jest urbanistycznie zrośnięty.

## Historia
Dawniej kolonia i osada karczemna w gminie Dankowice, a od 1868 w gminie Kuźniczka, należącej do powiatu częstochowskiego w guberni piotrkowskiej. Pod koniec XIX wieku liczba mieszkańców wynosiła 397.
W okresie międzywojennym gmina Kuźniczka należała do powiatu częstochowskiego w woj. kieleckim. 15 lipca 1922 Kuków (a także Kuźniczkę oraz grunta po rozparcelowanych folwarkach Krzepice Poduchowne; Krzepice Rządowe i Kuków-Wójtowstwo), włączono do miasta Krzepice.